# Idioma ixil
El idioma ixil es una lengua mayense del grupo quiché-mam que se habla principalmente en los pueblos ixiles de los estados de Campeche y Quintana Roo en el sureste de México y en la comunidad lingüística de los ixiles, ubicada en el departamento de Quiché, en el altiplano noroccidental de la República de Guatemala. Es genéticamente muy cercana al idioma awakateko y dependiendo de su variante, se autodenomina Ixil chajuleño o Ixil nebajeño, en referencia a los poblados de San Gaspar Chajul y Santa Maria Nebaj localizados en Quiché, lugares donde tuvo origen la lengua y etnia ixil.

## Contexto geográfico
El idioma ixil en México es hablado en varios municipios de Campeche y Quintana Roo. En Campeche se habla principalmente en las comunidades de Los Laureles y Quetzal Edzná del municipio de Campeche y en Maya Tecún II, municipio de Champotón, mientras que en Quintana Roo es hablado en las localidades de Maya Balam y en Kuchumatán, municipio de Bacalar.
La comunidad ixil en Guatemala ocupa un área de alrededor de 1439 kilómetros cuadrados. Al norte colinda con Ixcán (Playa Grande); al sur, con Cunén y Sacapulas; al este, con San Miguel Uspantán, municipios de Quiché; al oeste, con Aguacatán, Chiantla, Santa Eulalia, San Juan Ixcoy y Santa Cruz Barillas, municipios del departamento de Huehuetenango. Está situada en una sección intermedia entre la Sierra de los Cuchumatanes y la montaña más baja de Chamá.
Los municipios donde más se habla el ixil son, en el departamento de Quiché, Chajul (San Gaspar Chajul), San Juan Cotzal y Nebaj (Santa María Nebaj).

## Límites lingüísticos
La comunidad ixil se encuentra rodeada por pueblos que hablan distintos idiomas: al norte se encuentran las comunidades itza’ y q’eqchi’, y un territorio multilingüe; al sur, la comunidad k’iche’; al oeste, las comunidades mam y q'anjob'al y al este, las comunidades k'iche' y q'eqchi'.